# Norio Tsukudani
Norio Tsukudani (佃煮 のりお?, Tsukudani Norio; Nagaoka, 16 aprile 1993) è una mangaka e illustratrice giapponese. È conosciuta principalmente per il suo manga Himegoto, adattato in anime e trasmesso in Giappone tra luglio e settembre del 2014. Nel settembre 2012, Norio si è occupata, per la rivista Comic Alive, delle illustrazioni di Daitoshokan no Hitsujikai - Hitoribotchi no Diva, uno degli adattamenti manga della visual novel giapponese per adulti Daitoshokan no Hitsujikai sviluppata dalla compagnia August.

## Inuyama Tamaki
Inuyama Tamaki (犬山たまき?) è l'alter ego virtuale di Tsukudani, col quale fa streaming sulla piattaforma YouTube dal 2017.

## NorioPro
Nel novembre del 2019, Tsukudani ha fondato la NorioPro (のりプロ?, Nori Puro), un'agenzia di talenti per YouTuber virtuali.

### YouTuber virtuali della NorioPro
- Inuyama Tamaki (犬山たまき?)

#### Prima generazione
- Shirayuki Mishiro (白雪みしろ?)
- Enomiya Milk (愛宮みるく?)
- Kumagaya Takuma (熊谷タクマ?)
- Himesaki Yuzuru (姫咲ゆずる?)

#### Seconda generazione
- Hoozuki Warabe (鬼灯わらべ?)
- Yumeno Lilith (夢乃リリス?)
- Ouma Kirara (逢魔きらら?)
- Kurumizawa Momo (胡桃澤もも?)
- Mirutani Nia (看谷にぃあ?)

## Lavori

### Manga
- Danganronpa: Kibou no Gakuen to Zetsubou no Koukousei The Animation - Dengeki Comic Anthology
- Daitoshokan no Hitsujikai - Hitoribocchi no Utahime
- Tokyo 7th Sisters Comic Anthology
- Josou Shounen Anthology Comic
- Futaba-san Chi no Kyoudai
- Heroine Voice[8]
- Himegoto
- The iDOLM@STER: Cinderella Girls Comic Anthology - passion
- Josou Shounen Anthology Comic
- Kishuku Gakkou no Juliet - The Official Anthology

### Anime
- Himegoto

### Illustrazioni

#### Light novel
- Taida de NEET na Maou no Sewa wo Suru dake no Chaos na Shigoto
- Wagahai wa Orc de Aru.

#### Doujinshi
- Hunter x Hunter dj - Twelve